# Psicosi da innesto
La psicosi da innesto è una psicosi che si verifica su di una patologia preesistente; ad esempio un deficit mentale grave può indurre la persona, che ha scarsa e sconnesse relazioni con la realtà esterna, a "costruirsi" un personaggio, o una serie di personaggi, con cui interagisce parlando e mostrando di avere percezioni visive ed acustiche.
Può verificarsi in internati in cliniche psichiatriche per lungo degenti ed è diversa dalla "imitazione" che si verifica quando un paziente assume come propri i deliri di un altro degente, spesso vissuto come dominante.
Quando è una vera psicosi da innesto il paziente è dominato da questi deliri che si possono presentare in maniera bizzarra, intervallati da periodi di discreto o buon rapporto con il mondo reale. A volte è possibile vedere il paziente interloquire con un soggetto fantastico come se fosse sempre stato presente ed al corrente di quanto è accaduto.
Quello che nasce come riparazione ad una vita povera ed intollerabile finisce col diventare realtà che interferisce nel rapporto con il mondo reale, disturbando i rapporti interpersonali.